# Мерад/Хосейнія – Алжир
Мерад/Хосейнія – Алжир – газопровід на півночі Алжиру. 
Ще на початку 1980-х район столичний регіон Алжиру отримав доступ до блакитного палива, яке подали зі східного напрямку по трубопроводу Хассі-Р'Мель – Бордж-Менаель – Алжир. В 2000-х роках до середземноморського узбережжя західніше від Алжиру вивели газопровід Сугер – Аджре-Енну, від якого частина ресурсу може спрямовуватись у напрямку міста Алжир по двом відгалуженням: 
- спорудженому в 2011-му трубопроводу Мерад – Евкаліптус довжиною 69 км та діаметром 700 мм;
- спорудженому в 2019-му трубопроводу Хосейнія – Алжир довжиною 91 км та діаметром 700 мм.
Великим споживачем доправленого блакитного палива є ТЕС Ларбаа.